# Morbach (Nadrenia-Palatynat)
Morbach – gmina bezzwiązkowa (niem. verbandsfreie Gemeinde) w Niemczech, w kraju związkowym Nadrenia-Palatynat, w powiecie Bernkastel-Wittlich. Liczy 10 843 mieszkańców (31 grudnia 2009).